# Clayton (Oklahoma)
Clayton es un pueblo ubicado en el condado de Pushmataha en el estado estadounidense de Oklahoma. En el año 2010 tenía una población de 821 habitantes y una densidad poblacional de 186,59 personas por km².

## Geografía
Clayton se encuentra ubicado en las coordenadas 34°35′16″N 95°21′25″O / 34.58778, -95.35694 (34.587698, -95.357077).

## Demografía
Según la Oficina del Censo en 2000 los ingresos medios por hogar en la localidad eran de $13,516 y los ingresos medios por familia eran $23,269. Los hombres tenían unos ingresos medios de $23,750 frente a los $15,556 para las mujeres. La renta per cápita para la localidad era de $11,530. Alrededor del 38.8% de la población estaban por debajo del umbral de pobreza.